# Slag bij Estancia de las Vacas
De Slag bij Estancia de las Vacas was een van de grootste slagen in de Hervormingsoorlog, een burgeroorlog tussen conservatieven en liberalen in Mexico. De slag liep uit op een grote nederlaag voor de liberalen. Niet alleen verloren ze de slag, maar ook werd er veel materieel verloren aan de conservatieven die bovendien een briefwisseling tussen Santos Degollado en Melchor Ocampo in handen kregen, waarin gesproken werd over een verdrag met de Verenigde Staten. Dit feit werd flink gebruikt in de conservatieve propaganda, waarin de liberalen beschuldigd werden van het verkopen van Mexico aan de Verenigde Staten.